# Sjögetorp
Sjögetorp är en by med tre gårdar och några torp i Ödeshögs kommun, Östergötland.
Byn var på ett mantal fördelat på Halvgården ½ mantal, Sjögetorp 1:10 och Sjögetorp 1:11, även kallad Berget, vardera på 1/4 mantal.
Sjögetorp elektrifierades 1944 . 

## Torp
Grenadjärtorpet nr 111 i Vadstena kompani ingick i roten för Sjögetorp, Råby, Rödebol och Ugglehult.

## Grenadjär
Den tidigast kände grenadjären hette Anders Siöman och bodde på torpet före 1709. Den siste var Johan August Sköld f 1868, soldat  1891 - 1924. Han dog 1929 men hans änka fick bo var några år eftersom ingen ny soldat utsågs sedan indelningsverket upphört.